# Philadelphia QFest
Le Festival international du film gay et lesbien de Philadelphie (en anglais Philadelphia International Gay & Lesbian Film Festival) est un festival de cinéma LGBT fondé à Philadelphie, en Pennsylvanie, par le TLA Entertainment Group en 1995. C’est le troisième festival de ce genre le plus important aux États-Unis, et le plus important de la côte Est. Depuis 2009, le festival se nomme officiellement Philadelphia QFest. 
Le Festival International du Film Gay et Lesbien de Philadelphie se déroule chaque année en juillet et dure deux semaines. Il présente alors environ 200 films. Le festival décerne des prix du public ainsi que des prix des meilleurs longs et courts-métrages gays et lesbiens décernés par un jury.

## Quelques films présentés
- Saltwater, 2012
- The Rugby Player, 2013